# 巴塞尔 (葡萄牙)
巴塞尔 (葡萄牙)是葡萄牙布拉干萨区的一个堂区。总面积8.55平方公里，总人口171人，人口密度20人/平方公里。